# Coyoacán
Coyoacán Mexikóváros egyik kerülete, lakossága 2010-ben meghaladta a 620 000 főt.

## Földrajz

### Fekvése
A Szövetségi Körzet középső részén fekvő kerület szinte teljes területe várossal beépített, sík terület, amely a tenger szintje felett körülbelül 2250 m-rel fekszik. Délnyugati része kissé magasabban terül el, itt emelkedik a 2400 m-t is meghalató Cerro Zacatepetl nevű kis hegy. Északnyugati határát a csőben vezetett La Magdalena folyó, északi határát a szintén csőben haladó Río Churubusco vízfolyás, északkeletijét pedig a Canal Nacional nevű csatorna alkotja.

### Éghajlat
A kerület éghajlata meleg, de nem forró, és nyáron–ősz elején csapadékos. Minden hónapban mértek már legalább 27 °C-os hőséget, de a rekord nem érte el a 39 °C-ot. Az átlagos hőmérsékletek a januári 13,3 és a májusi 19,2 fok között váltakoznak, gyenge fagyok ritkán előfordulnak. Az évi átlagosan 839 mm csapadék időbeli eloszlása nagyon egyenetlen: a júniustól szeptemberig tartó 4 hónapos időszak alatt hull az éves mennyiség több mint 75%-a.
| Hónap                                   | Jan. | Feb. | Már. | Ápr. | Máj. | Jún. | Júl. | Aug. | Szep. | Okt. | Nov. | Dec. | Év   |
| --------------------------------------- | ---- | ---- | ---- | ---- | ---- | ---- | ---- | ---- | ----- | ---- | ---- | ---- | ---- |
| Rekord max. hőmérséklet (°C)            | 27,5 | 31,0 | 32,0 | 33,0 | 34,0 | 38,0 | 28,5 | 29,0 | 30,0  | 29,0 | 27,0 | 27,0 | 38,0 |
| Átlagos max. hőmérséklet (°C)           | 21,5 | 23,3 | 25,8 | 27,0 | 26,9 | 25,4 | 23,9 | 23,9 | 22,9  | 23,2 | 22,5 | 21,5 | 24,0 |
| Átlaghőmérséklet (°C)                   | 13,3 | 14,8 | 16,8 | 18,6 | 19,2 | 19,0 | 17,9 | 18,0 | 17,5  | 16,8 | 15,0 | 13,6 | 16,7 |
| Átlagos min. hőmérséklet (°C)           | 5,0  | 6,3  | 7,9  | 10,2 | 11,5 | 12,5 | 11,9 | 12,2 | 12,1  | 10,4 | 7,6  | 5,8  | 9,5  |
| Rekord min. hőmérséklet (°C)            | −2,5 | 0,5  | 0,5  | 5,0  | 7,0  | 5,0  | 5,0  | 8,0  | 3,5   | 2,0  | −1,0 | −2,0 | −2,5 |
| Átl. csapadékmennyiség (mm)             | 8    | 7    | 11   | 30   | 59   | 160  | 171  | 169  | 148   | 63   | 13   | 2    | 839  |
| Forrás: Servicio Meteorológico Nacional |      |      |      |      |      |      |      |      |       |      |      |      |      |

## Népesség
A kerület népessége a közelmúltban egy ideig emelkedett, utána folyamatosan csökkent:
| Év   | Lakosság |
| ---- | -------- |
| 1990 | 640 066  |
| 1995 | 653 489  |
| 2000 | 640 423  |
| 2005 | 628 063  |
| 2010 | 620 416  |

## Története
A kerület neve a navatl nyelvű coyohuacán szóból származik, de ennek jelentése nem tisztázott, többféle elmélet létezik róla. Van, aki szerint sovány prérifarkas, van, aki úgy véli, vízkutak helye, és van olyan elképzelés is, miszerint a prérifarkas vizének területe, de a legelfogadottabb álláspont az, hogy prérifarkasokkal rendelkező (emberek) helye.
A területen már évezredekkel ezelőtt is éltek emberek, de az időszámításunk szerinti első századok valamelyikében a Xitle nevű vulkán kitörése elől elmenekültek, és csak később népesítették be újra a mai mexikóvárosi belvárostól délre eső részeket. Coyoacánban az azcapotzalcói tepanékok hozták létre településüket 1332 táján, de miután 1428-ban létrejött az Azcapotzalco-ellenes Hármas Szövetség a Mexikói-völgy népei között, Coyoacánt is leigázták a mexikák. Coyoacán lakói híresek voltak ügyességükről a kőmegmunkálás terén, valószínű, hogy a híres azték napkő, egy Koatlikve-szobor és a Tízoc-kő is itt készült.
A spanyolok megérkezésekor a település már több mint 6000 házból állt. Miután Hernán Cortés 1521-ben elpusztította Tenochtitlant, Coyoacánban telepedett le, ahol megalapította a medence első új igazgatási központját. 1529-ben a Oaxaca-völgyi őrgrófság székhelye lett, saját címert 1561-ben kapott II. Fülöp spanyol királytól. Felépült a Keresztelő Szent János-templom, amely a környékbeli indiánok hittérítésének központjául is szolgált. A következő évszázadokban a Mexikói-völgyet elfoglaló tó vizét lassan-lassan leapasztották, így Coyoacán mellett is megszűntek a mocsaras területek, amelyek mezőgazdasági művelésre, valamint építkezésre is alkalmassá váltak.
A Szövetségi Körzet 1824-ben jött létre, 1855-ben Coyoacán a körzet harmadik prefektúrájának részét képezte. 1890-ben felépült a Mexikóvárost Tlalpannal összekötő vasút, ami áthaladt Coyoacánon is. A 20. században gyors fejlődés indult meg, 1926-ban például megnyílt a papírgyár, a lakónegyedek pedig sorra épültek. 1929-ben, a kerületek létrehozásakor Coyoacán lett az egyik közülük. A harmincas évek végével itt települt le egy időre II. Károly román király és Lev Davidovics Trockij is. A fejlődés egyik legjelentősebb állomása az volt, hogy itt épült fel a Mexikói Autonóm Nemzeti Egyetem (UNAM) egyetemvárosa.

## Turizmus, látnivalók

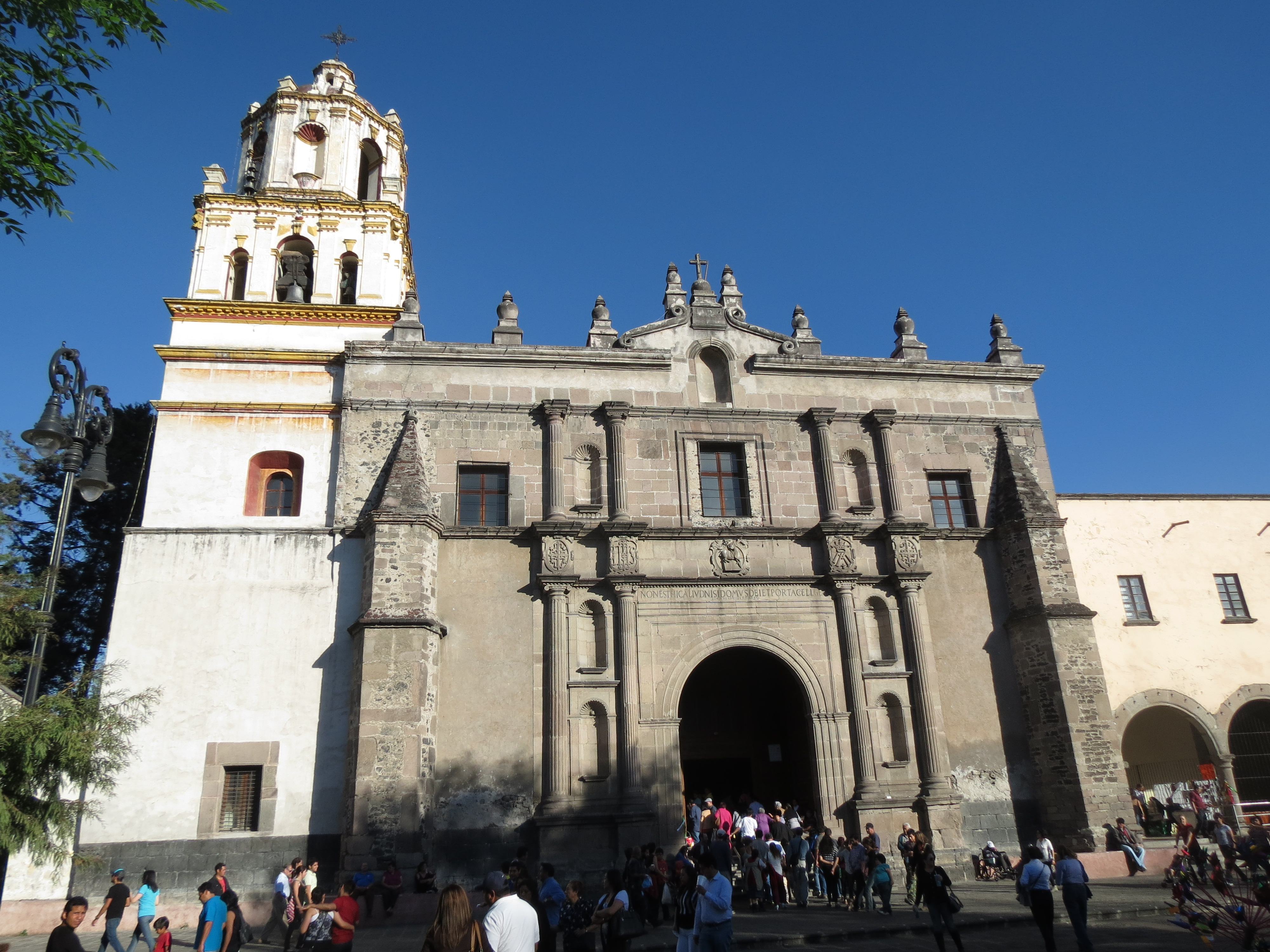
A Keresztelő Szent János-templom

A kerület különleges értéke a történelmi belváros, amelynek 1,64 km²-es területű, többek között 50, a 16. és 19. század között épült jellegzetes épületet is magában foglaló részét műemlékzónává nyilvánították. Ezek közé az épületek közé tartozik például a San José del Altillo-templom, a Diego de Ordaz-ház, a Dolores del Río-ház, a Miguel Angel de Quevedo-ház, az Indio Fernández-ház, a Nap-ház (Casa del Sol), az olasz kulturális intézet, a San Antonio Panzacola-kápolna, a Szent Katalin-kápolna, a centenáriumi kert boltívei és kioszkja, a San Pedro Martir hacienda, a Juárez intézet, a zeneiskola, a Keresztelő Szent János-parókia, a La Capilla Színház, a kamilliánus atyák háza, a Szeplőtelen fogantatás-kápolna, a Krisztus-ház, a churubuscói egykori kolostor, a Churubusco védőinek emlékműve és a San Diego-templom.
Több múzeum is áll a kerületben, többek között Trockij egykori házában, létezik egy Diego Rivera- és egy Frida Kahlo-múzeum, egy történelmi, egy természettudományos és egy kortárs művészeti alkotásokat bemutató kiállítóhely, valamint nevezetes még az autómúzeum is.
Érdekes színfoltja a kerületnek a japán stílusú építményekkel berendezett Óhira Maszajosi park.

## Sport

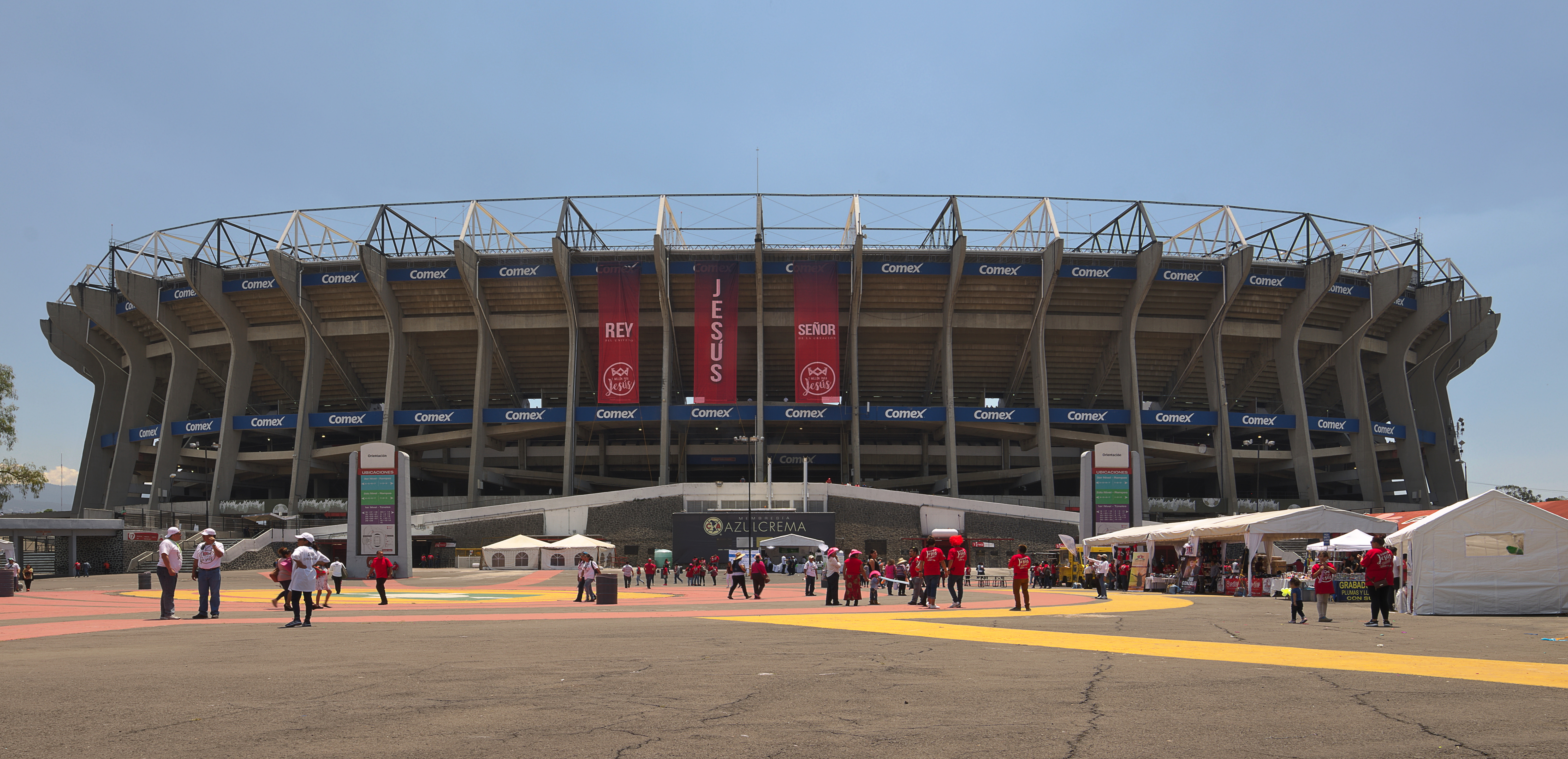
Az Estadio Azteca

Coyoacánban található Mexikó legnagyobb (és az egész Föld egyik legnagyobb) labdarúgó-stadionja, az Estadio Azteca (Azték Stadion), de szintén itt helyezkedik el az Estadio Olímpico Universitario is.